# Touvre (rivier)
De Touvre is een 10 km lange een zijrivier van de Charente in het departement Charente, 

## Beschrijving
De Touvre ontspringt uit vier bronnen op het grondgebied van de gemeente Touvre: Le Bouillant, Le Dormant, La Lèche en La Font Lussac. Die laatste bron ontstond in 1755 bij een aardbeving. Het bronwater is voor 60% afkomstig van de rivieren Bandiat en Tardoire die een kalksteenlaag induiken en voor 40% van ingesijpelde neerslag. Het bronwater heeft een constante temperatuur van 12° C wat ervoor zorgt dat de korte rivier nooit dicht vriest.
De rivier stroomt van oost naar west door de gemeenten Touvre (waar de beek Échelle uitmondt), Magnac-sur-Touvre, Ruelle-sur-Touvre en Gond-Pontouvre waar de beken Viville, Fondenoire / Fontaine Noire en Lunesse uitmonden in de rivier. Na een loop van 10 km mondt de Touvre uit in de Charente in Gond-Pontouvre.

## Exploitatie
De rivier is van oudsher erg visrijk en de visvangst was een belangrijke inkomstenbron voor de omwonenden. In de rivier werden fuiken en netten geplaatst. Dit werd verboden in 1939.
Verder waren er watermolens op de rivier, die als voordeel had nooit dicht te vriezen. Hier werden meel en olie gemalen en werd papier gemaakt. Vanaf 1750 kwamen er fabrieken langs de rivier.

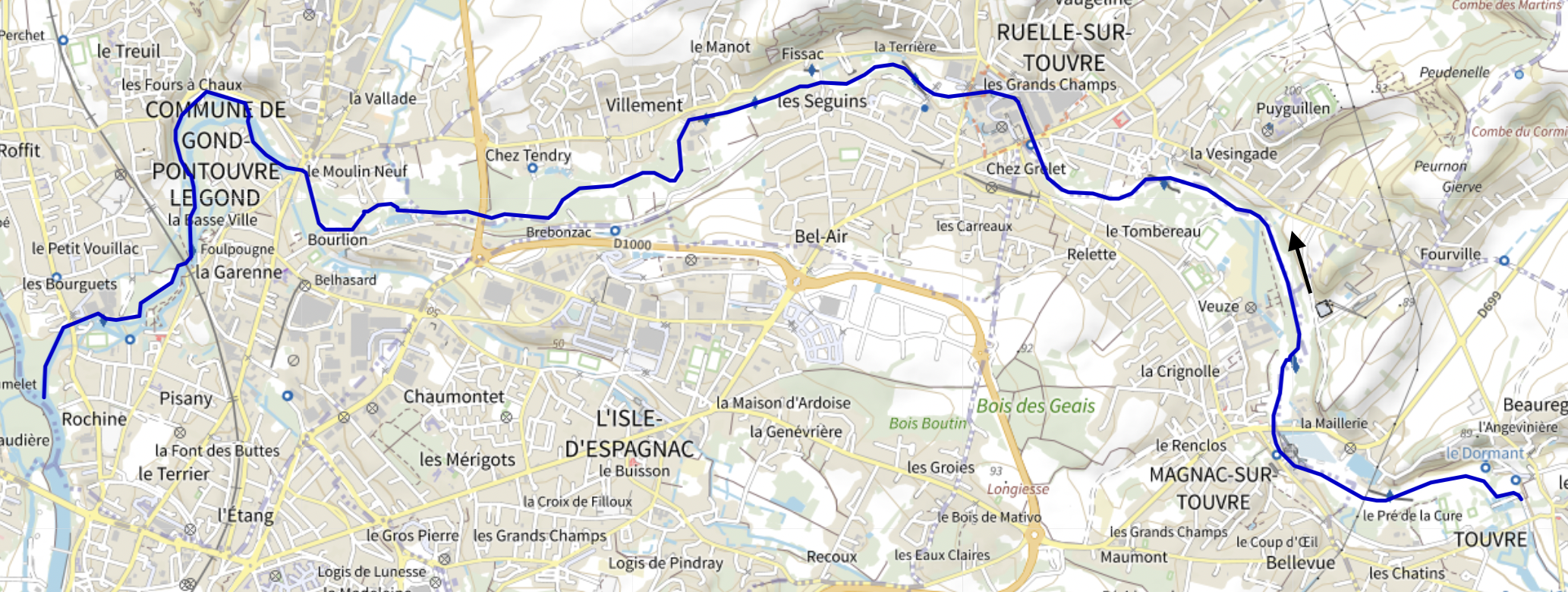
Loop van de Touvre